# Roux-Miroir
Roux-Miroir est une section de la commune belge d'Incourt située en Région wallonne dans la province du Brabant wallon.
Principalement agricole, le village est au point culminant d'Incourt. Il fut célèbre au XIXe siècle pour ses paveurs. Un moulin à vent y fonctionna de 1831 à 1891 ainsi que des brasseries.

## Étymologie
Le nom Roux signifie "terrain défriché" et Miroir ajouté plus tardivement signifie "à moitié".

## Démographie
- Sources:INS, Rem:1831 jusqu'en 1970=recensements, 1976= nombre d'habitants au 31 décembre

## Patrimoine et culture

### Patrimoine architectural
- La tour romane de l’église Saint-Martin date de 1150. Les fonts baptismaux mosans en pierre datent du XIIe siècle et rappellent ceux de Furnaux.
- Le presbytère fut construit en 1729.
- Château de Roux-Miroir, siège d'une ancienne seigneurie, avec logis-tour remontant au XVIIe siècle.
- Ferme Dardenne, immense quadrilatère de 1853.
- Ferme du Grand Hacquedeau, imposant quadrilatère des XVIIe et XVIIIe siècles; le domaine était déjà mentionné dans un acte en 1302.
- Moulin Goes, ancien moulin à vent du XIXe siècle.

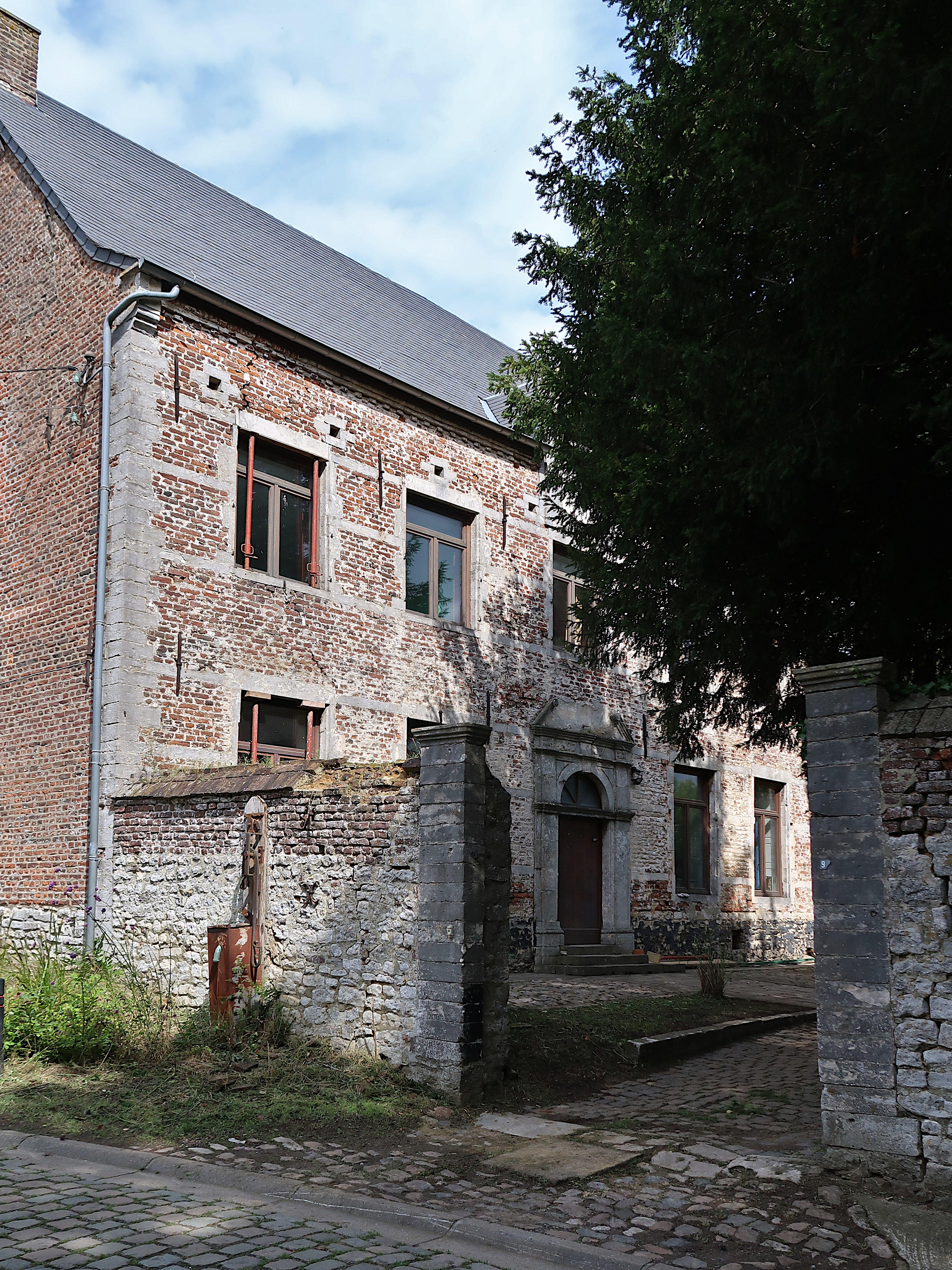
Presbytère de Roux-Miroir.
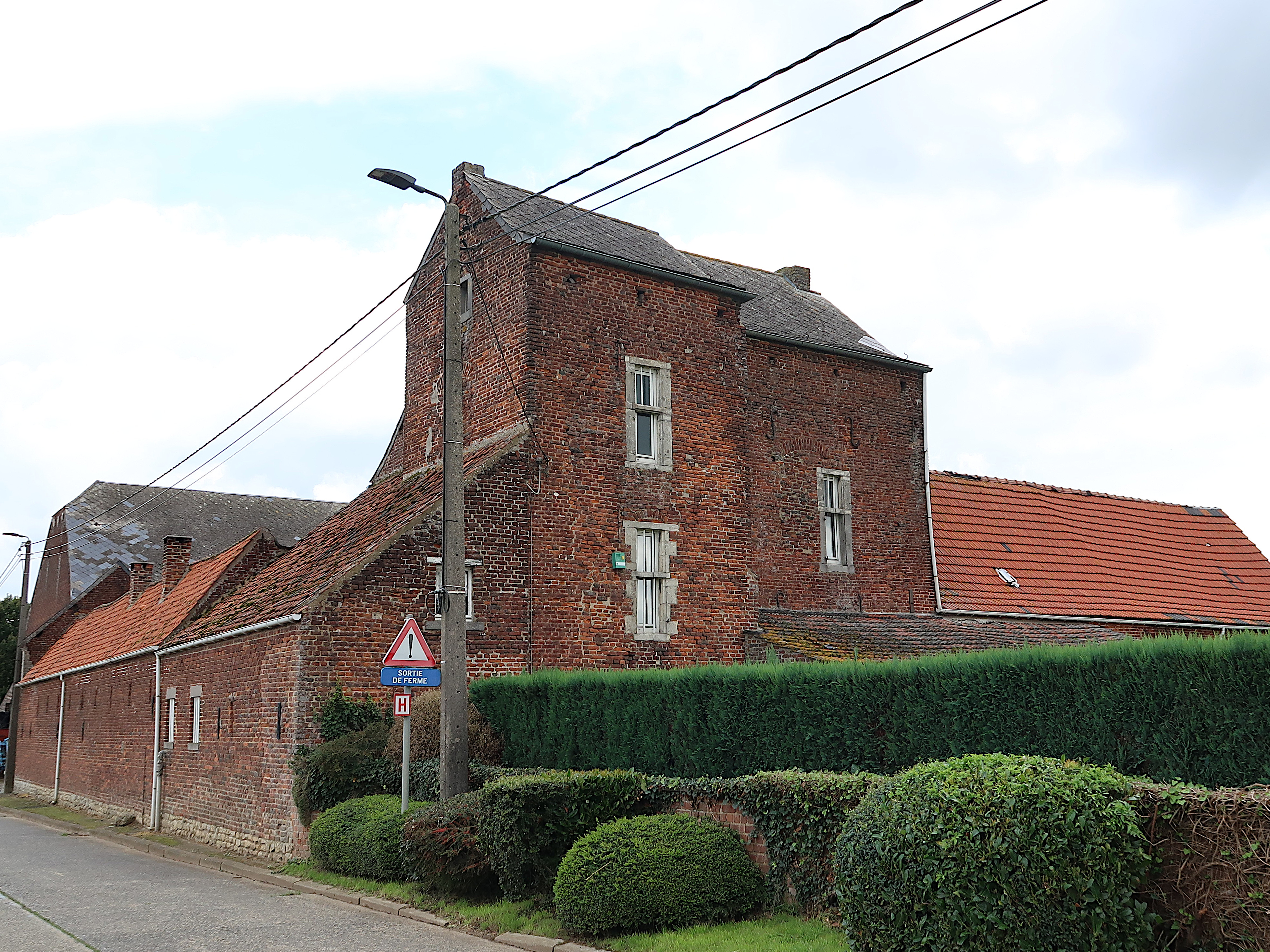
Château de Roux-Miroir des XVIIe et XVIIIe siècles.
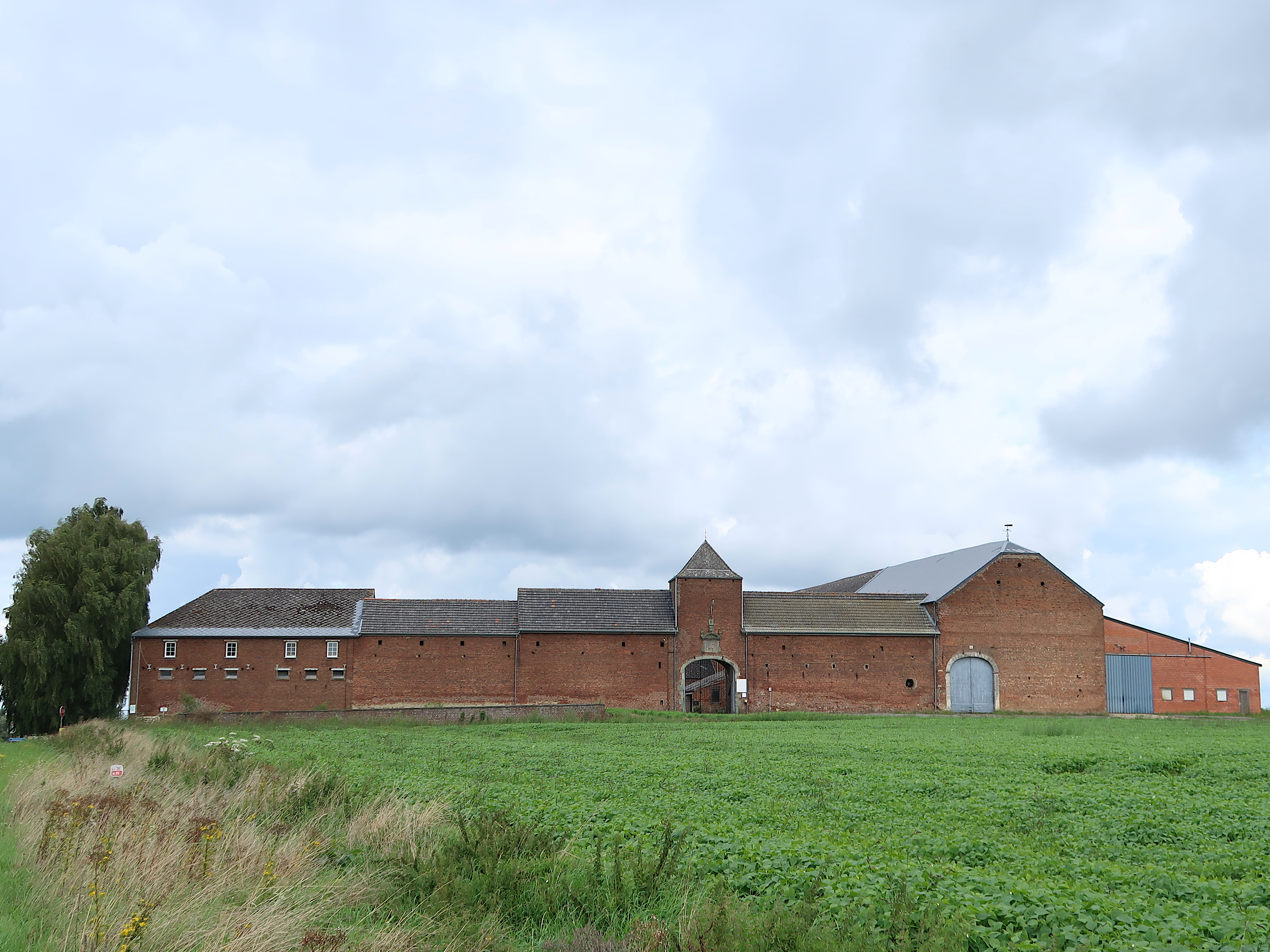
Ferme Dardenne.
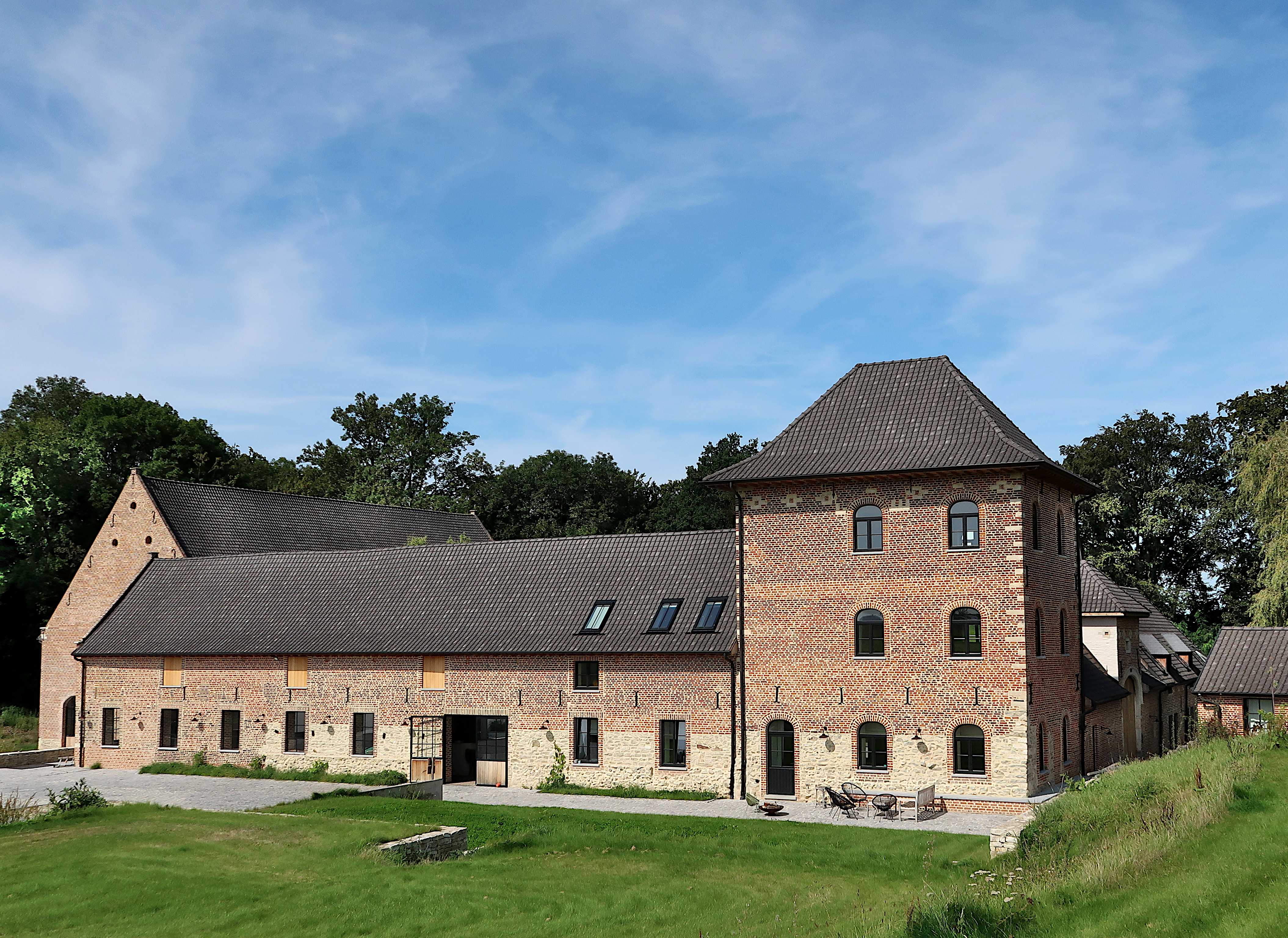
Ferme du Grand Hacquedeau.
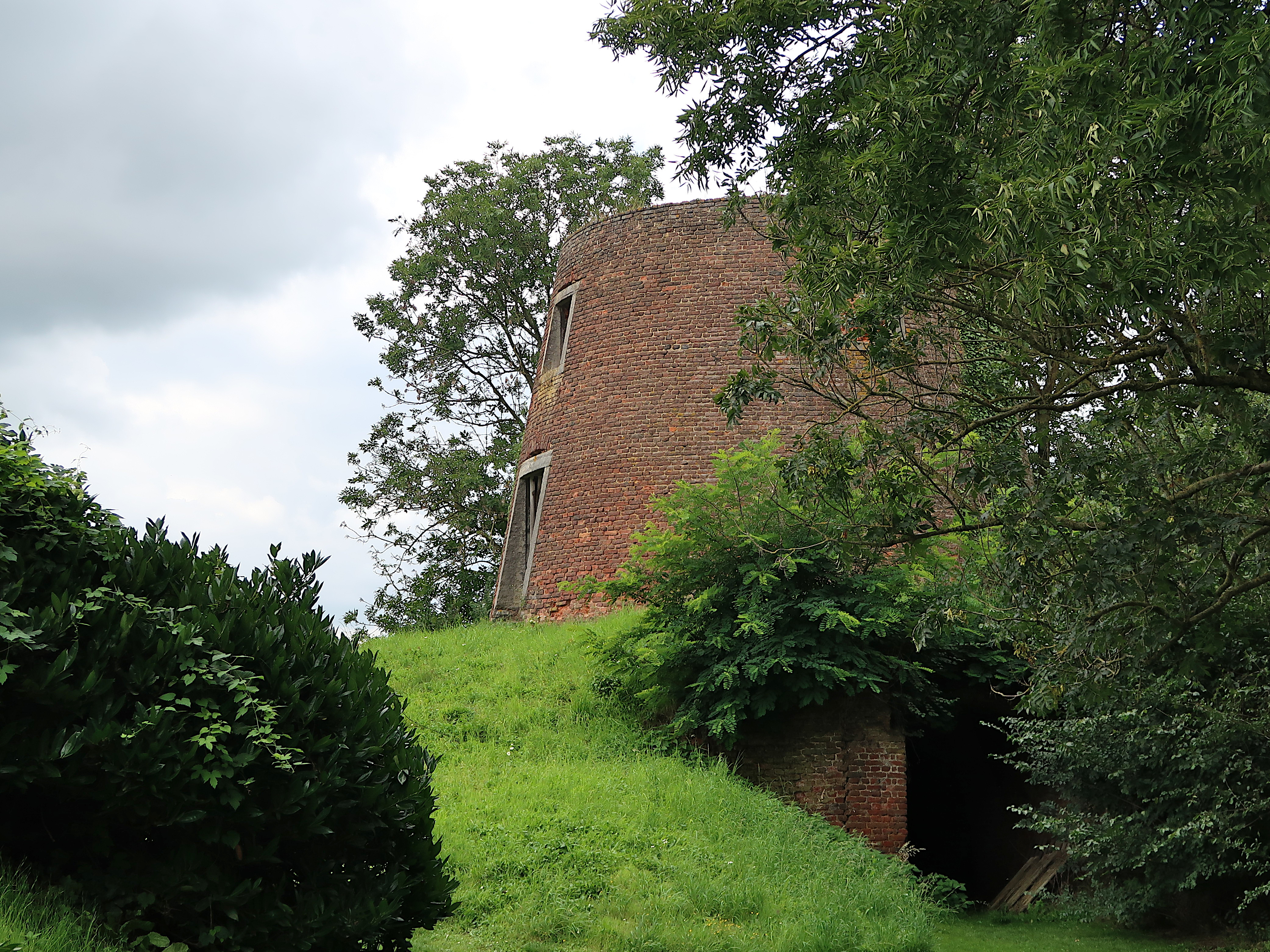
Ancien moulin à vent Goes.

## Personnalités liées à Roux-Miroir
- Antoine Constant (1748 Roux-Miroir - † 1799 Tournai), héros de la Guerre des Paysans 1798-1799.